# Tiroiditis subaguda
La tiroiditis subaguda, también conocida como tiroiditis de Quervain es un tipo de inflamación de la glándula tiroides que afecta especialmente en las mujeres de entre treinta y cincuenta años. El trastorno fue nombrado por Fritz de Quervain.

## Etiología
En algunos casos puede tener un origen viral, posiblemente precedido por una infección de las vías respiratorias altas: se ha observado que el virus de las paperas o de la gripe pueden causarla. En otros casos se desarrolla tras el parto.

## Cuadro clínico
Se presenta con dolor en cara anterior del cuello, precisamente en la zona de tiroides; con una irradiación característica, se irradia por el cuello hacia atrás y hacia arriba hacia los oídos.

## Diagnóstico
Se manifiesta por un índice de tiroxina en sangre es elevado, pero no en demasía, en cifras subclinicas, desde la 3,4 hasta 7. El tratamiento se basa en antiinflamatorios no esteroideos y, en casos persistentes, corticosteroides. Suele ser suficiente un tratamiento de mantenimiento para reducir a la normalidad, aunque sí seguimos continuado, diríamos que de por vida, con tomas en ayunas de levotiroxina sódica, al menos media hora antes del desayuno, y ácido acetilsalicílico en dosis bajas.